# Rakówka (województwo lubelskie)
Rakówka – wieś w Polsce położona w województwie lubelskim, w powiecie biłgorajskim, w gminie Księżpol.
| SIMC    | Nazwa         | Rodzaj    |
| ------- | ------------- | --------- |
| 0892458 | Koło Patoczka | część wsi |
| 0892464 | Koło Wygonu   | część wsi |
| 0892501 | Kucły         | kolonia   |
| 0892470 | Majdanek      | część wsi |
| 0892487 | Podłęże       | część wsi |
| 1025278 | Remizki       | część wsi |

W latach 1975–1998 miejscowość położona była w województwie zamojskim.
Wieś jest sołectwem w gminie Księżpol. Według Narodowego Spisu Powszechnego z roku 2011 wieś liczyła 542 mieszkańców i była piątą co do liczby ludności miejscowością gminy.
Według spisu powszechnego z roku 1921 miejscowość Rakówka posiadała 138 domów i 612 mieszkańców, w tym 17 wyznania mojżeszowego.
Wierni Kościoła rzymskokatolickiego należą do parafii 
Podwyższenia Krzyża Świętego w Księżpolu.
W Rakówce urodziła się Urszula Kozioł, poetka i laureatka Nagrody Literackiej „Nike”.

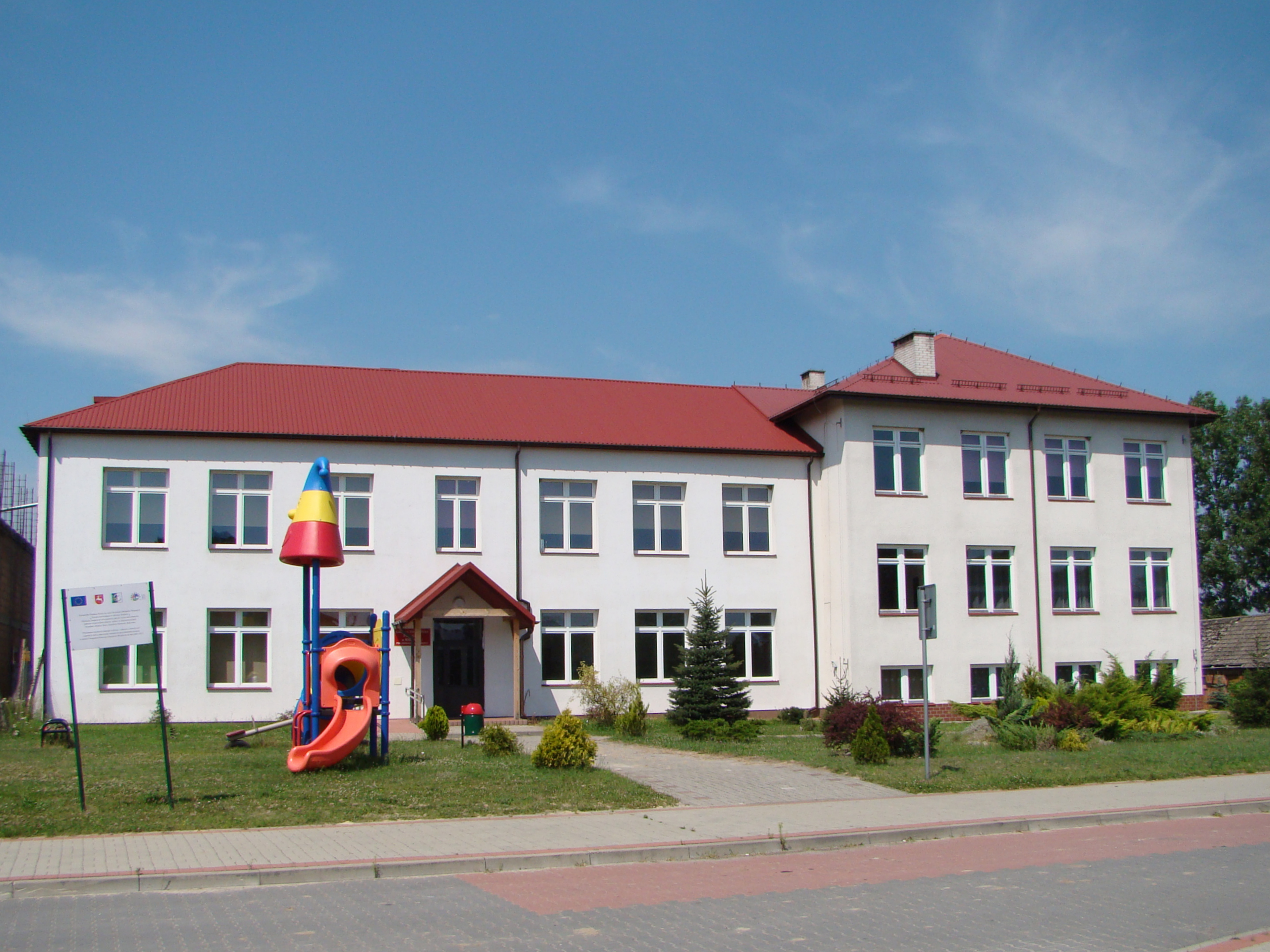
Szkoła podstawowa
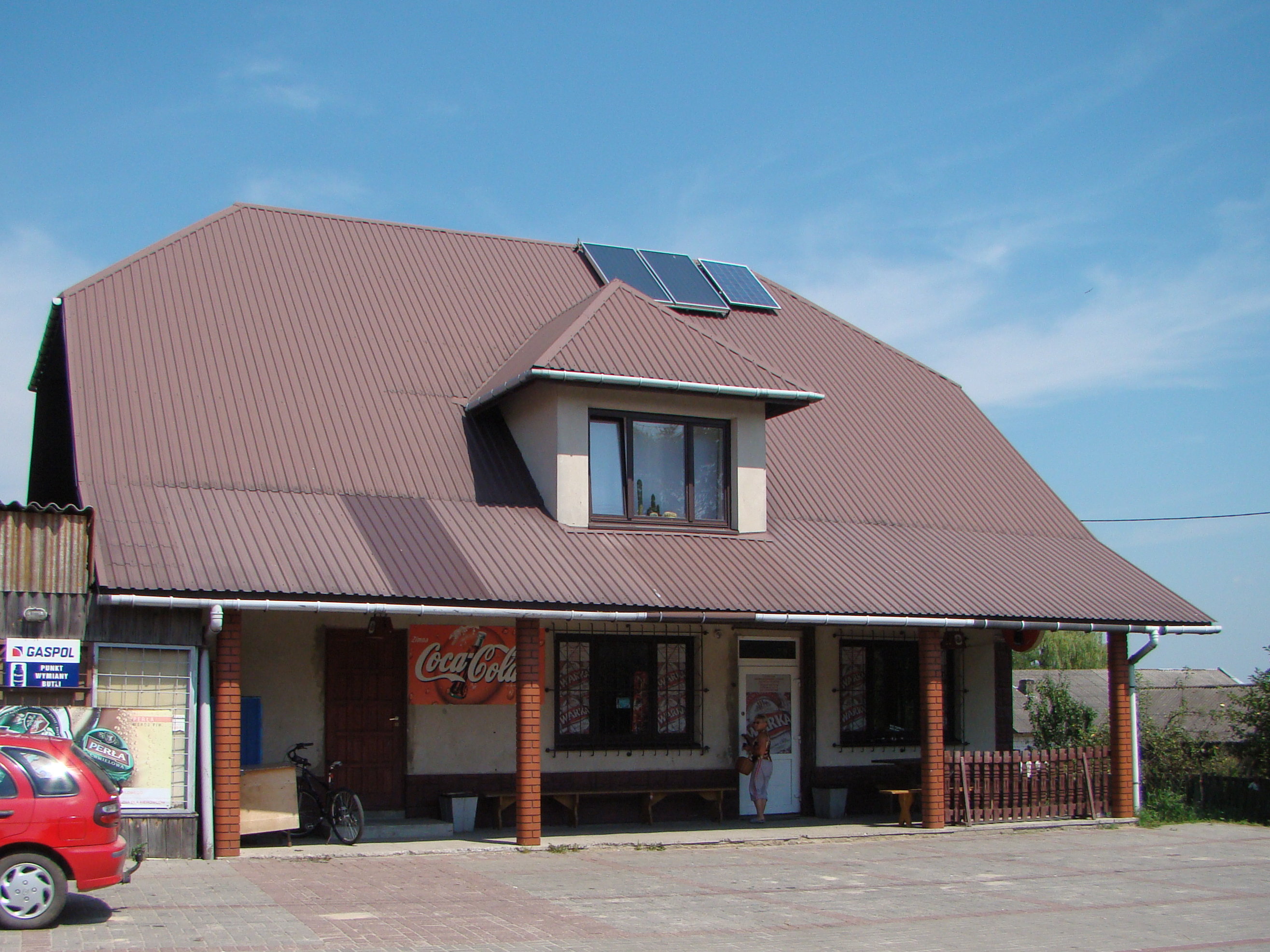
Sklep
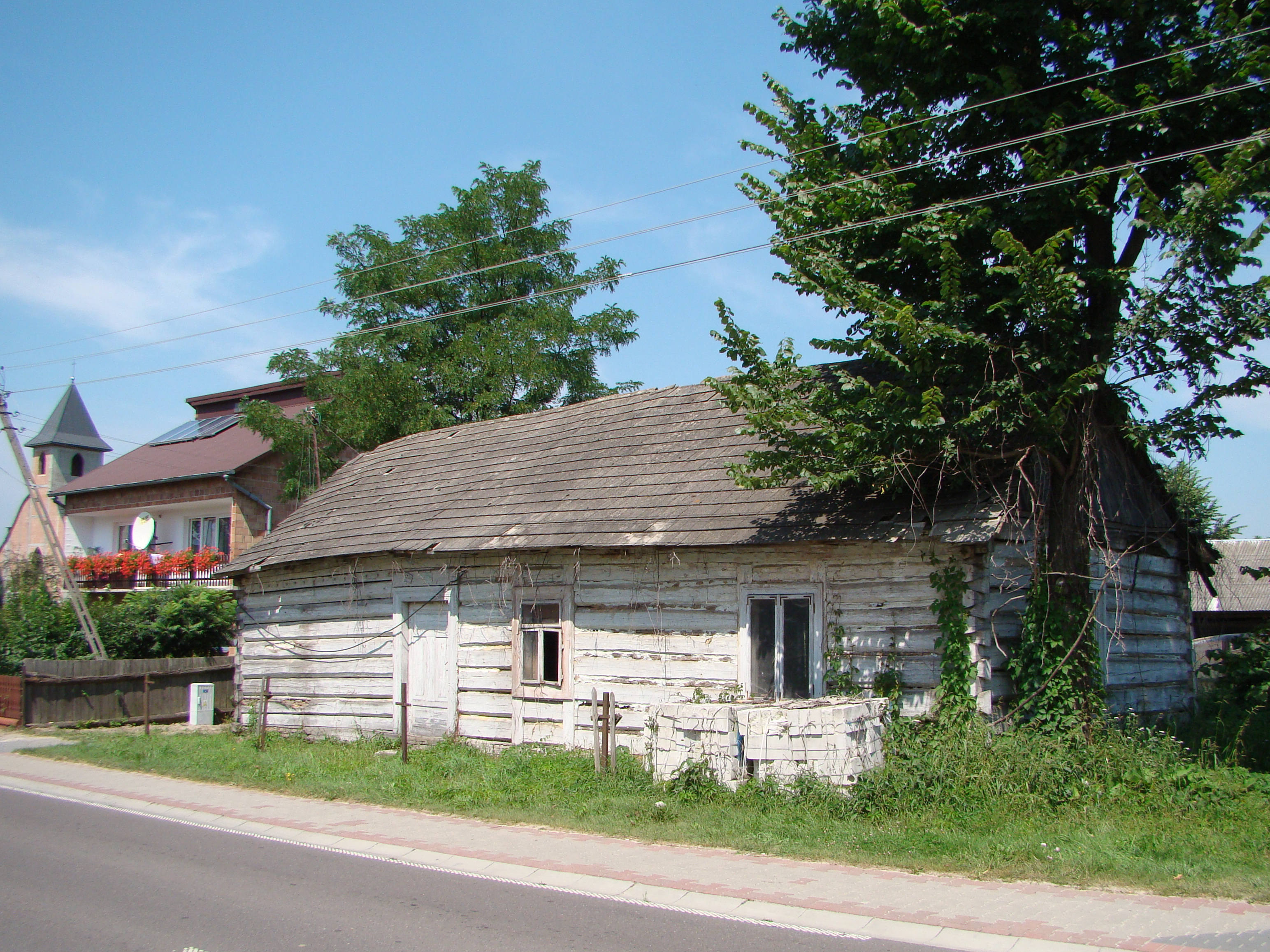
Stary dom
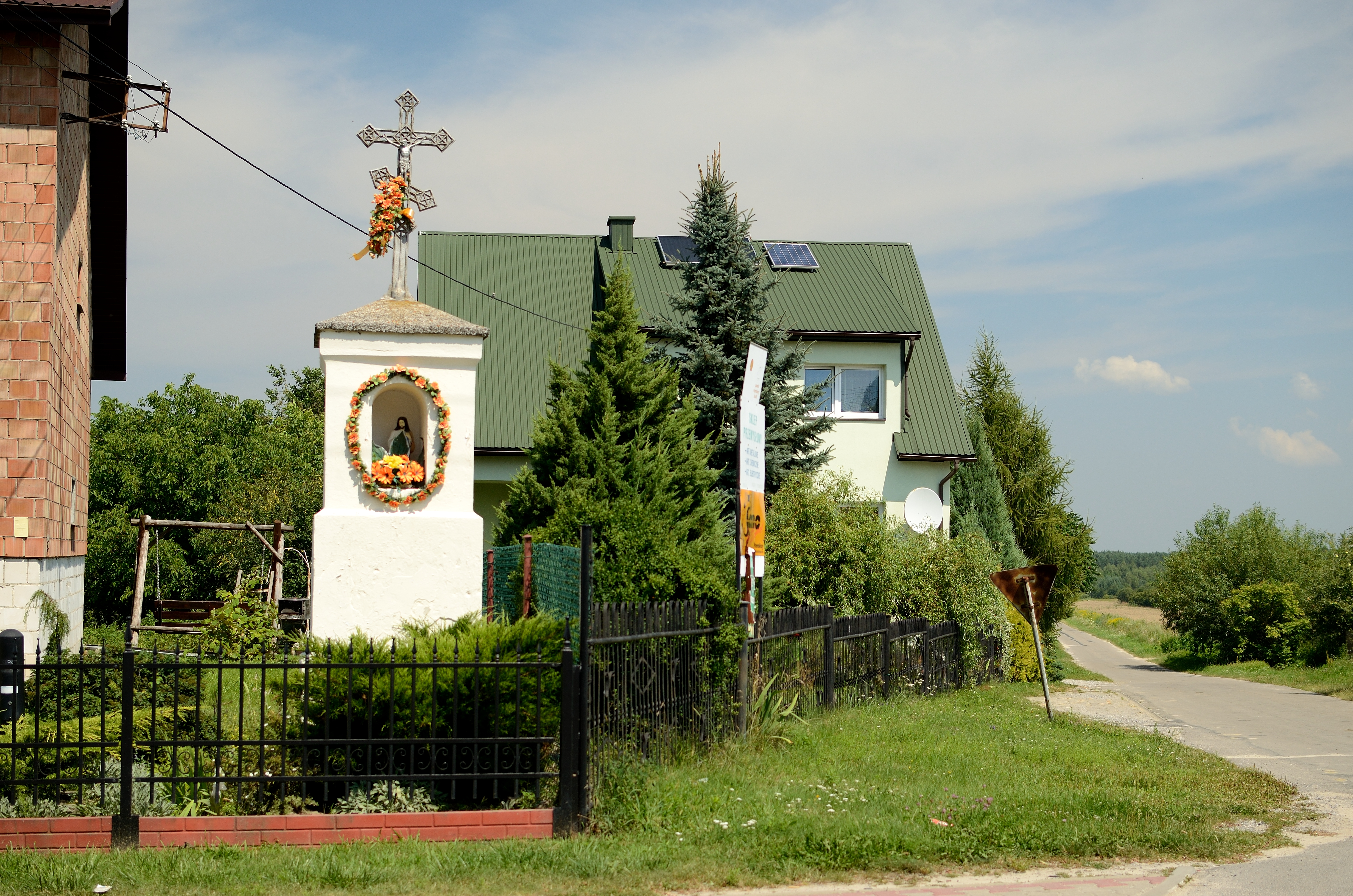
Kapliczka prawosławna